# Xã Rush Creek, Quận Fairfield, Ohio
Xã Rush Creek (tiếng Anh: Rush Creek Township) là một xã thuộc quận Fairfield, tiểu bang Ohio, Hoa Kỳ. Năm 2010, dân số của xã này là 3.893 người.